# Jodi
Jodiまたはjodi.orgは、Joan Heemskerk（1968年生まれ、オランダ）とDirk Paesmans(1965年生まれ、ベルギー）による二人組のアーティスト集団。現在はオランダのドルドレヒトに在住して活動中。1995年に公開したhttp://wwwwwwwww.jodi.org/というWebサイトが最初の作品である。「インターネットアート（ウェブサイト等を利用して作品を公開する）」という手法を用いている。
彼らの作品は「ノー・コンテンツ」「ノー・ストーリー」を主題としており、作品の中には一昔前のマシンをクラッシュさせてしまう、ブラウザクラッシャーのような過激なサイトも存在する。
また、ソフトウェアアートにも手を伸ばしており、様々な展示会などで配布などをしている。
最近はiOSアプリZYXを開発し、Vimeoに存在するJodiの公式アカウントでアプリの様子を動画で配信している。
また、Folksomyではコンピュータのディスプレイなどを物理的に破壊するアートも手がけている。
Jodi自身は、活動の目的を、人間に対して親和性のある、整然としたGUIやCUIに隠蔽されたコンピュータの内面を暴く事にあると主張している。

## 日本への紹介
2005年1月のNTTインターコミュニケーションセンターにおける「アート・ミーツ・メディア：知覚の冒険」展示会においては、ネット・アートのパイオニアとしてJodiの作品も展示された。
また、日本のネット・アーティストであるエキソニモとも親交が深く、エキソニモのWeb Desinging連載記事中に登場している。
2009年9月には、CBCNET主催で行われたカンファレンス「APMT5」にも登壇した。
日本の匿名掲示板やブログなどで「謎のサイト」としてしばしば紹介される。

## 公開されている主な作品
以下のリンクの先のサイトは上述の通り、古いマシンをクラッシュさせる可能性のあるサイトも含まれているため、閲覧に関しては十分な注意が必要である。
- asdfg.jodi.org
- text.jodi.org
- 404.jodi.org
- www.wrongbrowser/com/
- folksomy.net
- wwwwwwwww.jodi.org/